# Priola
Priola är en ort och kommun i provinsen Cuneo i regionen Piemonte i Italien. Kommunen hade 687 invånare (2018).